# 托马什·莫蒂卡
托马什·莫蒂卡（1981年5月8日—）生于华沙，是一名波兰男子击剑运动员，主攻重剑。他曾代表德国参加2008年夏季奥林匹克运动会，在男子团体重剑项目上获得一枚银牌。